# Anna van der Vlist
Anna van der Vlist (Haarlem, 22 augustus 2002) is een voetbalspeelster uit Nederland. Ze speelt als middenvelder voor Excelsior in de Vrouwen Eredivisie.

## Carrière
Van der Vlist speelde in de jeugd bij SV Alliance '22 en DSS. Vervolgens kwam ze in de jeugdopleiding van Telstar terecht. In 2022 keerde Telstar terug in de Vrouwen Eredivisie en ging van der Vlist deel uitmaken van het eredivisieteam van de Witte Leeuwinnen.
Op 30 september 2023 maakte Van der Vlist haar debuut voor Telstar in de Vrouwen Eredivisie in een uitwedstrijd tegen Feyenoord door in de basis te starten. In deze wedstrijd wist Van der Vlist haar eerste doelpunt in de Vrouwen Eredivisie te maken. Dit was tevens het eerste doelpunt sinds de terugkeer van Telstar in de Eredivisie.
In de zomer van 2023 verlengde Van der Vlist haar contract tot medio 2024. Een jaar later werd deze verbintenis verlengd tot medio 2025. Op 17 mei 2025 maakte haar club bekend dat Van der Vlist na het seizoen 2024/25 ging vertrekken uit Velsen-Zuid. Exact een maand later vond ze in competitiegenoot Excelsior haar nieuwe werkgever.

## Statistieken
| Seizoen | Club    | Competitie | Competitie | Competitie | Beker | Beker | Overig | Overig | Totaal | Totaal |
| Seizoen | Club    | Competitie | Wed.       | Dlp.       | Wed.  | Dlp.  | Wed.   | Dlp.   | Wed.   | Dlp.   |
| ------- | ------- | ---------- | ---------- | ---------- | ----- | ----- | ------ | ------ | ------ | ------ |
| 2022/23 | Telstar | Eredivisie | 17         | 1          | 1     | 0     | 0      | 0      | 18     | 1      |
| 2023/24 | Telstar | Eredivisie | 21         | 1          | 0     | 0     | 0      | 0      | 21     | 1      |
| 2024/25 | Telstar | Eredivisie | 11         | 0          | 0     | 0     | 0      | 0      | 11     | 0      |
| Totaal  | Totaal  | Totaal     | 49         | 2          | 0     | 0     | 0      | 0      | 49     | 2      |

Bijgewerkt t/m 17 juni 2025.